# Rudolf Montecuccoli
Rudolf Ludwig Raimund Heinrich Alfons Graf von Montecuccoli degli Erri, Marchese di Polignago (Modena, 22. veljače 1843. – Baden kraj Beča, 16. svibnja 1922.), austrougarski admiral.
Na mjestu zapovjednika Austrougarske ratne mornarice služio je od 1904. do 1913. i u velikoj mjeri je zaslužan za modernizaciju flote pije početka 1. svjetskoga rata.

## Više informacija
- Austrougarska ratna mornarica

| vojne službe                 | vojne službe                                                             | vojne službe          |
| ---------------------------- | ------------------------------------------------------------------------ | --------------------- |
| prethodnik Hermann von Spaun | zapovjednik Austrougarske ratne mornarice listopad 1904. – veljača 1913. | nasljednik Anton Haus |
| prethodnik Hermann von Spaun | načelnik Mornaričke sekcije listopad 1904. – veljača 1913.               | nasljednik Anton Haus |